# Martin Boquist
Martin Boquist (ur. 2 lutego 1977 w Göteborgu) – szwedzki piłkarz ręczny, reprezentant kraju. Obecnie występuje w duńskim FCK Håndbold. Gra na pozycji lewego rozgrywającego. Zdobył wicemistrzostwo olimpijskie w 2000 w Sydney.